# Шамрок (Оклахома)
Шамрок (англ. Shamrock) — місто (англ. town) в США, в окрузі Крік штату Оклахома. Населення — 65 осіб (2020).

## Географія
Шамрок розташований за координатами 35°54′38″ пн. ш. 96°34′40″ зх. д. / 35.91056° пн. ш. 96.57778° зх. д. (35.910664, -96.577693).  За даними Бюро перепису населення США в 2010 році місто мало площу 0,86 км², з яких 0,86 км² — суходіл та 0,00 км² — водойми.

## Демографія
Згідно з переписом 2010 року, у місті мешкала 101 особа в 29 домогосподарствах у складі 25 родин. Густота населення становила 118 осіб/км².  Було 57 помешкань (66/км²).
Расовий склад населення:
| - 87,1 % — білих - 6,9 % — корінних американців |

До двох чи більше рас належало 5,9 %. Частка іспаномовних становила 0,0 % від усіх жителів.
За віковим діапазоном населення розподілялося таким чином: 27,7 % — особи молодші 18 років, 63,4 % — особи у віці 18—64 років, 8,9 % — особи у віці 65 років та старші. Медіана віку мешканця становила 31,5 року. На 100 осіб жіночої статі у місті припадало 71,2 чоловіків;  на 100 жінок у віці від 18 років та старших — 73,8 чоловіків також старших 18 років.
Медіана доходів становила 35 250 доларів для чоловіків та 23 750 доларів для жінок. За межею бідності перебувало 29,5 % осіб, у тому числі 30,8 % дітей у віці до 18 років та 33,3 % осіб у віці 65 років та старших.
Цивільне працевлаштоване населення становило 30 осіб. Основні галузі зайнятості: мистецтво, розваги та відпочинок — 30,0 %, виробництво — 16,7 %, науковці, спеціалісти, менеджери — 13,3 %, освіта, охорона здоров'я та соціальна допомога — 13,3 %.